# ورشتسه
ورشتسه (به لاتین: Vršce) یک منطقهٔ مسکونی در جمهوری چک است که در شهرستان ییچین واقع شده‌است.